# Perxe de la plaça
El Perxe de la plaça és una obra de Caseres (Terra Alta) inclosa a l'Inventari del Patrimoni Arquitectònic de Catalunya.

## Descripció
És l'únic "perxe" que hi ha a Caseres, al damunt té un habitatge i està configurat per dos arcs, un de mig punt i l'altre apuntat, tots dos de carreus combinats amb maçoneria. El sostre és de bigues de fusta que no es recolzen sobre els arcs, ja que estan en la mateixa direcció que aquells i encastats a les parets interiors del perxe, amb uns bancals i una porta cegada.

## Història
A principis dels anys 80 s'enderrocà part del perxe degut a l'estat ruïnós en què es trobava. Era un cobert al que feia cap el perxe i que ocupava un bon tros de la plaça, com es pot veure a la filera de columnes cegades que sustentaven el sostre de fusta i teula. La casa en la que s'inclou el perxe porta la data de 1702.